# Трбовце
Трбовце (алб. Tërbuc) је насеље у општини Липљан, Косово и Метохија, Република Србија. Село је након 1999. познато као Малишт (алб. Malisht)

## Демографија
| Година       | 1948 | 1953 | 1961 | 1971 | 1981 | 1991 | 2011 |
| ------------ | ---- | ---- | ---- | ---- | ---- | ---- | ---- |
| Становништво | 47   | 100  | 88   | 98   | 100  | 115  | 30   |

|  |